# Au, Vorarlberg
Au är en ort och kommun i distriktet Bregenz i förbundslandet Vorarlberg i Österrike.
Kommunen består av två orter (Ortschaften) (inom parentes invånarantal 1 januari 2024):
- Au (1 120)
- Rehmen (756)